# 太平镇 (泾川县)
太平镇，是中华人民共和国甘肃省平凉市泾川县下辖的一个乡镇级行政单位。
2016年，甘肃省民政厅批复同意撤销太平乡，设立太平镇。

## 行政区划
太平镇下辖以下地区：
三星村、红崖湾村、何家村、周家村、寨子洼村、四郞殿村、口家村、崖窑村、七千关村、荒场村、盘口村、焦村、朱家沟村、里口村和阴坡村。